# U.S. Route 49
U.S. Route 49 (också kallad U.S. Highway 49 eller med förkortningen  US 49) är en amerikansk landsväg. Den går ifrån Gulfport i söder till Piggott i norr och har en längd på 830 km.